# Evan Spiegel
Evan Thomas Spiegel (sinh ngày 4 tháng 6 năm 1990) là một nhà tin học, doanh nghiệp Internet Hoa Kỳ. Anh cùng sáng lập và là CEO của một ứng dụng tin nhắn hình ảnh Snapchat. Tháng 3 năm 2015, Spiegel theo công bố của tạp chí Forbes, với 24 tuổi và 1,5 tỷ dollar là tỷ phú trẻ nhất thế giới.

## Tiểu sử
Evan sinh ở Los Angeles, California, con trai của Melissa Ann Thomas và John W. Spiegel, cả hai là luật sư người Mỹ gốc Đức. Spiegel lớn lên ở Pacific Palisades, California. Anh đã học ở Stanford University.

## Snapchat
Snapchat đã được Facebook của Mark Zuckerberg đề nghị mua lại với giá 3 tỷ USD, song đã bị Spiegel và Murphy là chủ nhân từ chối. 
Trong một báo cáo gần đây của Forbes, tính đến tháng 9/2014, giá trị của Snapchat đã lên tới 10 tỷ USD, trong đó Spiegel và Murphy mỗi người nắm giữ 15% vốn cổ phần, tương đương 1,5 tỷ USD. Công ty được dự đoán sẽ còn phát triển hơn nữa, khi có nhiều nguồn tin cho rằng, Snapchat đã chấp nhận đề nghị đầu tư nâng giá trị công ty lên 19 tỷ USD.